# 1960 في لبنان
فيما يلي قوائم الأحداث التي وقعت خلال عام 1960 في لبنان.

## سياسة

### تعيين في المنصب
- 1 يناير – عبد اللطيف الزين عضو مجلس النواب اللبناني ‏.
- 1 يناير – كميل شمعون عضو مجلس النواب اللبناني ‏.

## مواليد

### يناير
- 1 يناير – حسين الحاج حسن سياسي لبناني.
- 1 يناير – ريمون خوري
- 1 يناير – علي عطوة
- 1 يناير – وليد العلايلي ممثل لبناني.

### مارس
- 15 مارس – ناهدة نكد صحفية لبنانية.
- 16 مارس – أسعد أبو خليل عالم سياسة لبناني.

### مايو
- 5 مايو – سمير قصير صحفي لبناني.
- 10 مايو – شبلي ملاط محامي لبناني.

### يونيو
- 20 يونيو – سمير عساف مصرفي فرنسي.

### يوليو
- 25 يوليو – وديع الحاج

### أغسطس
- 31 أغسطس – حسن نصر الله

### سبتمبر
- 11 سبتمبر – نسيم نقولا طالب

### نوفمبر
- 1 نوفمبر – عبد الناصر إل حكيم سياسي هولندي.

## وفيات

### يناير
- 1 يناير – أحمد عارف الزين (مواليد 1881)
- 1 يناير – أحمد نامي (مواليد 1879) ثاني رئيس لسوريا أثناء الاحتلال الفرنسي.

### فبراير
- 10 فبراير – سعيد تقي الدين (مواليد 1904) كاتب مسرحي لبناني.

### ديسمبر
- 1 ديسمبر – عمر أبو النصر (مواليد 1888)